# Серця чотирьох
«Серця чотирьох» (рос. Сердца четырёх) — радянська кінокомедія, знята на студії «Мосфільм» в 1941 році режисером Костянтином Юдіним. Худрада кіностудії прийняла фільм 20 лютого 1941 року, відзначивши його як безперечну художню удачу. Однак на зборах творчого активу в Комітеті у справах кінематографії в травні 1941 року секретар ЦК ВКП (б) Андрій Жданов піддав його різкій критиці за «відрив від дійсності». В результаті фільм отримав дозвільне посвідчення лише 9 грудня 1944 року наприкінці Великої Вітчизняної війни, коли потрібні були життєрадісні кінострічки про майбутнє мирне життя. 5 січня 1945 року фільм вийшов в прокат, але отримав негативну рецензію в газеті «Правда».

## Сюжет
Загалом все, що відбувається можна визначити як комедію положень — класичний водевіль. Дія зосереджена навколо двох чарівних сестер Мурашових — суворої, норовливої Галини, доцента математики (Валентина Сєрова) і легковажної, несерйозної студентки Шурочки (Людмила Целіковська). З іншого боку, важливу роль по ходу сюжету грають персонажі-чоловіки. Одного з них, підтягнутого і дотепного військового, який організував на дачі підготовку особового складу з математики — Петра Микитовича Колчина (Євген Самойлов), іншого — чутливого і інтелігентного, але дещо незграбного вченого-біолога — Гліба Заварцева (Павло Шпрингфельд). Події відбуваються у літній передвоєнній Москві і за містом, куди відправляються обидві сестри: одна для того, щоб готуватися до переекзаменування, інша — проводити заняття з математики з військовими, які розташовані поруч з дачним селищем «Юр'ївських таборів». Там же опиняються й інші герої (професор-астрофізик Єршов й інші). Всі вони потрапляють в різні кумедні ситуації, перш ніж знаходять своє справжнє щастя. Незвичайна легкість картини досягається віртуозною грою акторів, відточеністю діалогів і реплік, чудовою музикою Ю. Мілютіна і текстами пісень Є. Долматовського.

## У ролях
- Валентина Сєрова —  Галина (Галя) Сергіївна Мурашова, старша дочка Антоніни Василівни, старша сестра Шури, кохана Колчина, доцент математики
- Людмила Целіковська —  Олександра (Шура) Сергіївна Мурашова, молодша дочка Антоніни Василівни, молодша сестра Галини, кохана Заварцева, студентка
- Євген Самойлов —  Петро Микитович Колчин, коханий Галини, ст. лейтенант, командир роти
- Павло Шпрингфельд —  Гліб Заварцев, коханий Шури, вчений-біолог
- Любов Дмитрієвська —  Антоніна Василівна Мурашова, мати Галини і Шури
- Ростислав Плятт —  професор, екзаменатор Шури
- Андрій Тутишкін —  Аркадій Васильович Єршов, професор-астрофізик
- Ірина Мурзаєва —  Тамара Спиридонівна, сусідка Мурашова, манікюрниця
- Олександр Антонов —  полковник
- Всеволод Санаєв —  червоноармієць Єремєєв
- Еммануїл Геллер —  пасажир, людина в черзі в телефон-автомат
- Тетяна Баришева —  Журкевич, помічниця професора  (в титрах не вказано)
- Анатолій Соловйов —  червоноармієць  (в титрах не вказаний)
- Микола Хрящиков —  червоноармієць  (в титрах не вказаний)
- Тетяна Говоркова —  начальник станції  (в титрах не вказано)
- Марина Гаврилко —  касир  (в титрах не вказано)
- Микола Трофімов —  продавець квітів  (в титрах не вказаний)

## Знімальна група
- Режисер-постановник — Костянтин Юдін
- Автори сценарію — Олексій Файко, Анатолій Гранберг
- Оператор — Микола Власов
- Оператор комбінованих зйомок — Борис Арецький
- Художник — Георгій Гривцов
- Художник по костюмах — М. Жукова
- Композитор — Юрій Мілютін
- Текст пісень — Євген Долматовський
- Звукооператор — Веніамін Кіршенбаум
- Звукооформлювач — В. Ладигіна
- Асистент режисера — М. Калугін
- Асистент оператора — С. Галадж
- Монтажер — Лев Фелонов
- Помічники режисера — В. Слонимський, Ф. Лєвшина
- Директор картини — П. Пашков